# Тереваль
Тереваль (фр. Thèreval) — муніципалітет у Франції, у регіоні Нижня Нормандія, департамент Манш. Тереваль утворено 1 січня 2016 року шляхом злиття муніципалітетів Ла-Шапель-ан-Жуже i Ебекревон. Адміністративним центром муніципалітету є Ебекревон. Населення — 1787 осіб (01.01.2021).